# Mucor amphibiorum
Mucor amphibiorum är en svampart som beskrevs av Schipper 1978. Mucor amphibiorum ingår i släktet Mucor och familjen Mucoraceae.   Inga underarter finns listade i Catalogue of Life.